# Entre deux vagues
Pour plus de détails, voir Fiche technique et Distribution.
Entre deux vagues est un film canadien réalisé par Richard Boutet et Sylvie Groulx sorti en 1985.

## Synopsis
Plusieurs jeunes sont interrogés sur leur situation, leur vision d'avenir, et aussi sur leurs problèmes liés à l'emploi.

## Fiche technique
- Titre : Entre deux vagues
- Réalisation : Richard Boutet et Sylvie Groulx
- Photographie : François Beauchemin
- Montage : Richard Boutet et Sylvie Groulx
- Production : Jacques Vallée
- Pays :  Canada
- Genre : Documentaire
- Durée : 54 minutes
- Dates de sortie : 
  -  Canada : 1985